# Государственные доходы от инфляции
Государственные доходы от инфляции (модель Фридмана, англ. government revenue from inflation) — статья Милтона Фридмана, опубликованная в 1971 году, в которой, в частности, делается попытка оценить темп инфляции, «оптимальный» с точки зрения максимума величины реального сеньоража. В статье предполагается, что темп инфляции не влияет на экономический рост, а инфляционные ожидания совпадают с фактической инфляцией. Статья также исходит из постоянства реальной процентной ставки, то есть изменения номинальной процентной ставки связаны только с изменениями инфляционных ожиданий.

## Публикация
Статья была опубликована в 1971 году в 4-м номере «The Journal of Political Economy».

## Предпосылки
Классическая модель индивидуального реального спроса на деньги {\displaystyle \left({\frac {M}{P}}\right)^{d}} предполагает его зависимость от реального дохода индивида {\displaystyle y} и номинальной процентной ставки {\displaystyle i}. Однако, в предположении постоянства реальной процентной ставки вместо номинальной ставки в качестве фактора необходимо использовать инфляционные ожидания {\displaystyle \pi ^{e}} (см. формула Фишера). 
Подход, предложенный Фридманом, основывался на ряде допущений:
- функция спроса индивида на деньги имеет вид:

{\displaystyle \left({\frac {M}{P}}\right)^{d}=f(y,\pi ^{e})}, где {\displaystyle y} — реальный доход индивида, {\displaystyle \pi ^{e}} - ожидаемый темп инфляции.
- предполагаются идеальные ожидания, которые совпадают с фактической процентной ставкой, то есть {\displaystyle \pi ^{e}=\pi }.
- предполагается прямая зависимость от дохода и обратная от инфляции (инфляционных ожиданий), то есть формально {\displaystyle f'_{y}>0,f'_{\pi }<0}.
- инфляция не влияет на процесс распределения ресурсов;
- инфляции не влияет на темп роста экономики.

## Основные положения
Если обозначить {\displaystyle N} — численность населения и учесть условие равновесия денежного рынка — равенство денежного предложения {\displaystyle M=M^{S}} и совокупного спроса на деньги {\displaystyle M^{D}}, то можно записать следующее соотношение:
{\displaystyle M=N\cdot P\cdot f(y,\pi )}
или:
{\displaystyle \ln M=\ln N+\ln P+\ln f(y,\pi )}
Дифференцируя по времени последнее выражение в логарифмах:
{\displaystyle m=n+\pi +\varepsilon _{y}\delta _{y}+\varepsilon _{\pi }\delta _{\pi }},
где {\displaystyle m={\dot {M}}/M} — темп роста денежной массы; {\displaystyle n={\dot {N}}/N} — темп роста населения; {\displaystyle \varepsilon _{y}=f'_{y}y/f,\varepsilon _{\pi }=f'_{\pi }\pi /f} — эластичность реального спроса на деньги по реальному доходу и по инфляции соответственно; {\displaystyle \delta _{y}={\dot {y}}/y} — темп роста реального ВВП на душу населения; {\displaystyle \delta _{\pi }={\dot {\pi }}/\pi } — темп роста инфляции.
В первую очередь, реальный сеньораж {\displaystyle RS} определяется как объём эмиссии (скорость изменения номинальной денежной массы), скорректированный на уровень цен (предполагается, что расходы на эмиссию пренебрежимо малы по сравнению с размером эмиссии):
{\displaystyle RS={\dot {M}}/P=mM/P}.
В рамках подхода Фридмана {\displaystyle RS} будет равен:
{\displaystyle RS=Nf(y,\pi )(n+\pi +\varepsilon _{y}\delta y+\varepsilon _{\pi }\delta \pi )}.
Определим «оптимальный» уровень инфляции, при котором сеньораж (доход государства) максимален, предполагая постоянный уровень инфляции, то есть {\displaystyle \delta _{\pi }=0}. Дифференцируя по уровню инфляции и приравняв нулю производную, получим:
{\displaystyle RS'_{\pi }=N\cdot f\cdot (1+(\varepsilon _{y})'_{\pi }\delta _{y})+N\cdot (n+\pi +\varepsilon _{y}\delta _{y})f'_{\pi }=Nf(1+(\varepsilon _{y})'_{\pi }\delta _{y}+(n+\pi +\varepsilon _{y}\delta _{y})\varepsilon _{\pi }/\pi )=0}.
При отсутствии экономического роста ({\displaystyle n=\delta _{y}=0}) это условие оптимальности предельно упрощается:
{\displaystyle \varepsilon _{\pi }=-1}.
То есть максимальный сеньораж при отсутствии экономического роста достигается при такой инфляции, когда эластичность реального спроса на деньги по инфляции равна −1.

## Выводы
В общем случае, однако, условие оптимальности более сложное. Если предположить, что эластичность реального спроса на деньги не зависит от роста инфляции или снижается при нём, а эластичность по инфляции при этом растет по абсолютной величине, то можно показать, что уровень инфляции, соответствующий данному условию оптимальности, ниже, чем в отсутствие экономического роста. Таким образом, при высоких темпах экономического роста возможности сеньоража более ограничены, чем при отсутствии роста. Если инфляция при этом ниже «оптимальной», то эмиссия возможна и сеньораж будет расти, а если выше, то эмиссия нецелесообразна, так как приводит только к росту инфляции и снижению реального сеньоража.